# Lüthy
Lüthi ist ein deutscher Familienname.

## Variationen
- Lüthi, Leuthold

## Namensträger
- Anja Lüthy (* 1962), deutsche Wirtschaftswissenschaftlerin, Hochschullehrerin, Trainerin und Coach
- Christoph Lüthy (* 1964), Schweizer Philosophie- und Wissenschaftshistoriker
- Eugen Lüthy (1927–1990), Schweizer Berufsoffizier
- Fritz Lüthy (1895–1988), Schweizer Neurologe
- Hans A. Lüthy (1932–2009), Schweizer Kunsthistoriker
- Herbert Lüthy (Physiker) (1914–1996), Schweizer Medizinphysiker
- Herbert Lüthy (Historiker) (1918–2002), Schweizer Historiker
- Jacques Lüthy (* 1959), Schweizer Skirennfahrer
- Jakob Lüthy (1841–1914), Schweizer Unternehmer und Politiker
- Jonas Martin Lüthy, Schweizer Botaniker
- Lina Lüthy-Häberli (1877–1954), Schweizer Philosophin und erste Polizeiassistentin
- Martha Lüthy-Zobrist (1876–1943), Schweizer Frauenrechtlerin
- Mäusi Lüthy (1911–2002), Schweizer Alpinistin, Skirennfahrerin und Erstbegeherin
- Oscar Lüthy (1882–1945), Schweizer Maler
- Ruedi Lüthy (* 1941), Schweizer Mediziner
- Viktor Lüthy (1924–1998), Schweizer Mäzen und Kunstfreund